# Mathieu Riebel
Mathieu Riebel (Sarcelles, 2 januari 1997 – Païta, 20 oktober 2017) was een Frans baanwielrenner.

## Carrière
Als junior werd Riebel in 2014 tweede in zowel de puntenkoers als, samen met Guillaume Millasseau, in de ploegkoers tijdens de nationale kampioenschappen. Een jaar later won hij, wederom samen met Millasseau, de ploegkoers wel. Daarnaast won hij in 2015 de puntenkoers in Saint-Denis. 
In 2016 werd Riebel, samen met Jordan Levasseur, Benjamin Thomas en Flavien Dassonville, derde in de ploegenachtervolging tijdens de nationale kampioenschappen voor eliterenners.
In 2017 nam Riebel op de weg deel aan de Ronde van Nieuw-Caledonië. In de negende etappe, tijdens de afdaling van de Col de la Pirogue, botste hij tegen de voorruit van een ambulance, waarna hij overleed.

## Palmares
| Jaar     | FK                      | EK       | WK       | Overig                   |
| Junioren | Junioren                | Junioren | Junioren | Junioren                 |
| -------- | ----------------------- | -------- | -------- | ------------------------ |
| 2014     | Puntenkoers, Ploegkoers |          |          |                          |
| 2015     | Ploegkoers              |          |          | Saint-Denis: Puntenkoers |
| Elite    |                         |          |          |                          |
| 2016     | Ploegenachtervolging    |          |          |                          |